# Saint-Léger-sur-Bresle
Pour les articles homonymes, voir Saint-Léger et Bresle (homonymie).
Saint-Léger-sur-Bresle est une commune française située dans le département de la Somme, en région Hauts-de-France.

## Géographie

### Localisation
Saint-Léger-sur-Bresle est un village picard du Vimeu limitrophe de la Seine-Maritime et de la Normandie.
À vol d'oiseau, la localité est située à 5 km au nord-ouest de Beaucamps-le-Vieux, 10 km au sud-est de Blangy-sur-Bresle, 10 km au sud-ouest de Oisemont, 28 km au sud-ouest d'Abbeville et à 41 km à l'ouest d'Amiens.
Le territoire de la commune est limitrophe de ceux de trois communes.Les communes limitrophes sont Senarpont, Hodeng-au-Bosc et Neuville-Coppegueule.

### Hydrographie

#### Réseau hydrographique
La commune est située dans le bassin Seine-Normandie. Elle est drainée par la Bresle,.
La Bresleest un fleuve côtier d'une longueur de 68 km, qui prend sa source dans la commune de Abancourt, à 180 mètres d'altitude, et se jette  dans la Manche au Tréport, après avoir traversé 30 communes.

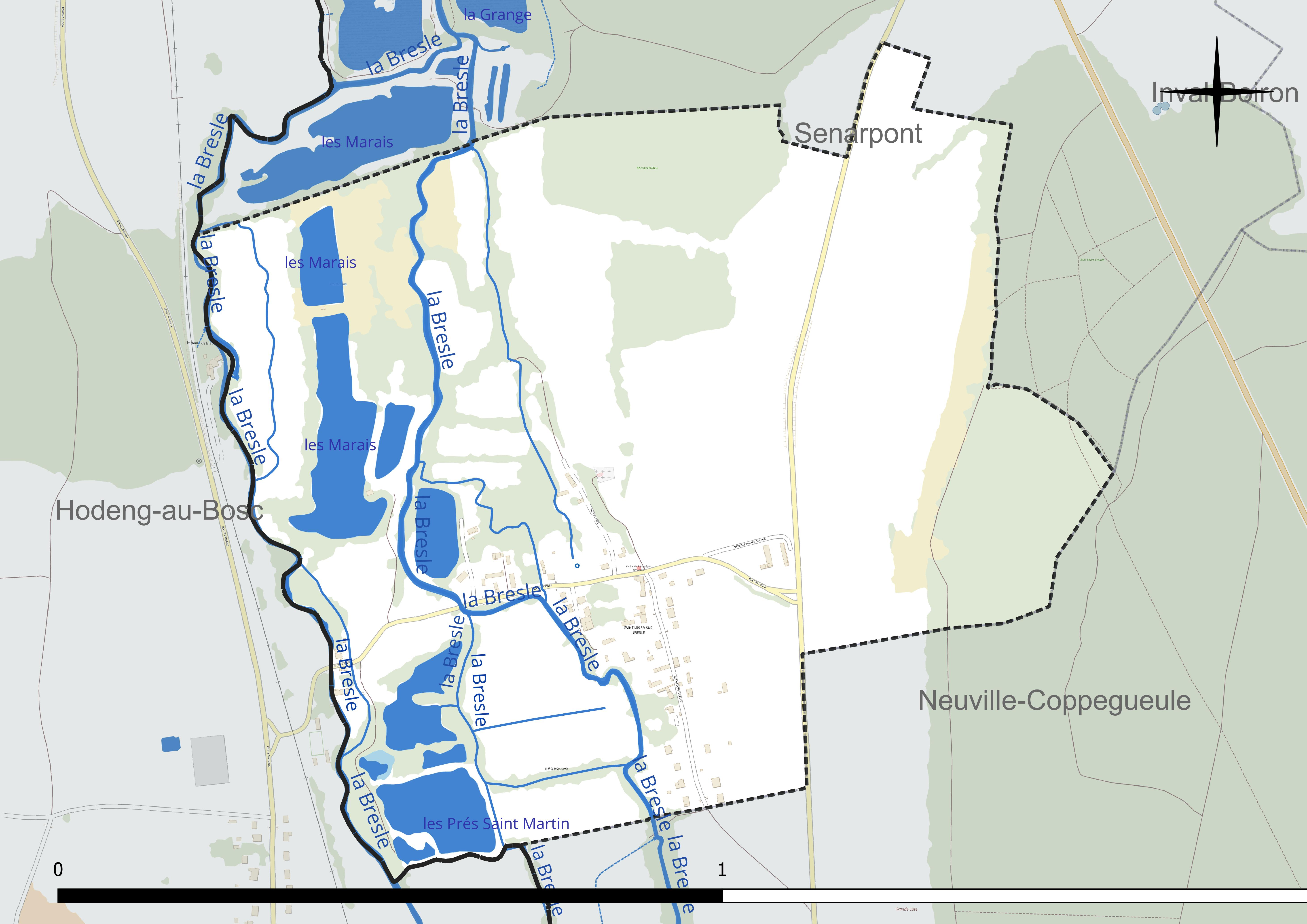
Réseau hydrographique de Saint-Léger-sur-Bresle.

Deux plans d'eau complètent le réseau hydrographique : les Marais (2,5 ha) et les Prés Saint Martin (1,6 ha),.

#### Gestion et qualité des eaux
Le territoire communal est couvert par le schéma d'aménagement et de gestion des eaux (SAGE) « Vallée de la Bresle ». Ce document de planification concerne un territoire de 748 km2 de superficie, délimité par le bassin versant de la Bresle. Le périmètre a été arrêté le 7 avril 2003 et le SAGE proprement dit a été approuvé le 18 août 2016. La structure porteuse de l'élaboration et de la mise en œuvre est le syndicat mixte d'aménagement, de gestion et de valorisation du bassin de la Bresle.
La qualité des cours d'eau peut être consultée sur un site dédié géré par les agences de l'eau et l'Agence française pour la biodiversité.

### Climat
Pour des articles plus généraux, voir Climat des Hauts-de-France et Climat de la Somme.
En 2010, le climat de la commune est de type climat océanique dégradé des plaines du Centre et du Nord, selon une étude du CNRS s'appuyant sur une série de données couvrant la période 1971-2000. En 2020, Météo-France publie une typologie des climats de la France métropolitaine dans laquelle la commune est exposée à un climat océanique et est dans la région climatique Côtes de la Manche orientale, caractérisée par un faible ensoleillement (1 550 h/an) ; forte humidité de l'air (plus de 20 h/jour avec humidité relative > 80 % en hiver), vents forts fréquents.
Pour la période 1971-2000, la température annuelle moyenne est de 10,3 °C, avec une amplitude thermique annuelle de 13,6 °C. Le cumul annuel moyen de précipitations est de 832 mm, avec 12,7 jours de précipitations en janvier et 8,2 jours en juillet. Pour la période 1991-2020, la température moyenne annuelle observée sur la station météorologique la plus proche, située sur la commune d'Oisemont à 10 km à vol d'oiseau, est de 11,1 °C et le cumul annuel moyen de précipitations est de 801,4 mm,. Pour l'avenir, les paramètres climatiques de la commune estimés pour 2050 selon différents scénarios d'émission de gaz à effet de serre sont consultables sur un site dédié publié par Météo-France en novembre 2022.

## Urbanisme

### Typologie
Au 1er janvier 2024, Saint-Léger-sur-Bresle est catégorisée commune rurale à habitat dispersé, selon la nouvelle grille communale de densité à sept niveaux définie par l'Insee en 2022.
Elle est située hors unité urbaine et hors attraction des villes,.

### Occupation des sols
L'occupation des sols de la commune, telle qu'elle ressort de la base de données européenne d'occupation biophysique des sols Corine Land Cover (CLC), est marquée par l'importance des territoires agricoles (76,9 % en 2018), une proportion identique à celle de 1990 (76,9 %). La répartition détaillée en 2018 est la suivante : 
prairies (43,4 %), terres arables (33,5 %), forêts (15,5 %), eaux continentales (7,5 %). L'évolution de l'occupation des sols de la commune et de ses infrastructures peut être observée sur les différentes représentations cartographiques du territoire : la carte de Cassini (XVIIIe siècle), la carte d'état-major (1820-1866) et les cartes ou photos aériennes de l'IGN pour la période actuelle (1950 à aujourd'hui).

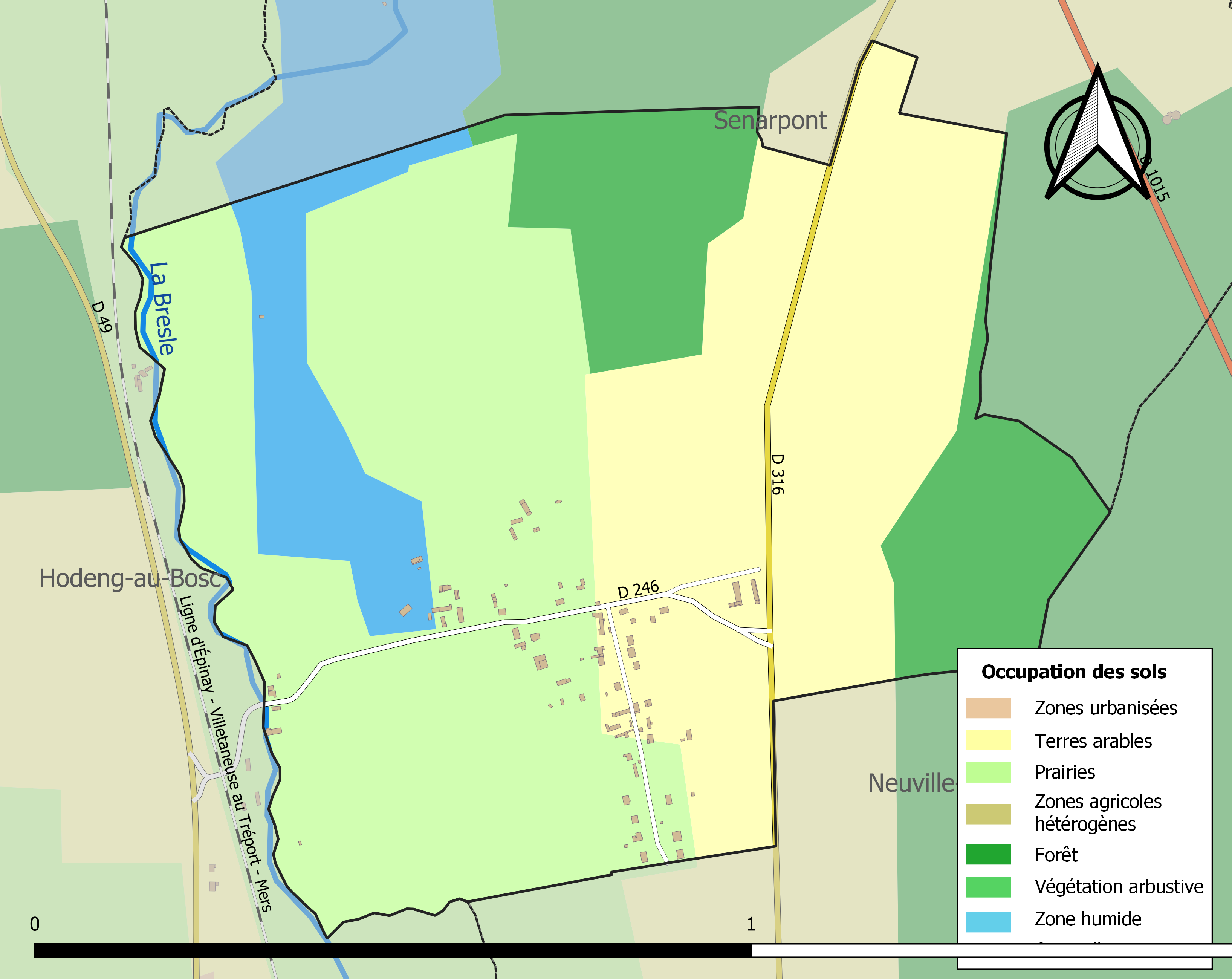
Carte des infrastructures et de l'occupation des sols de la commune en 2018 (CLC).

## Toponymie
Le nom de la localité est attesté sous les formes Sanctus Ligerius (1152) ; Sanctus Leodegarius (1164) ; S. Ligier (1259) ; S. Ligier le Poure jouste Senarpont (1300) ; S. Legier (1301) ; S. Ligier les Senarpont (1365) ; S. Leger le Pauvre (1521) ; S. Leger (1731) ; S. Leger sur Bresle (1761).
Le 8 mars 1956, Saint-Léger-le-Pauvre est renommée Saint-Léger-sur-Bresle.
Saint-Léger est un hagiotoponyme qui fait référence à Léger d'Autun ou Léodegard (en latin Leodegarius) né vers 616 et mort en 678 ou 679 dans la région de Doullens en Picardie dont il fut l'évêque. L'église de la commune lui est dévouée.
La Bresle [bʁɛl] est un fleuve côtier du Nord-Ouest de la France se jetant dans la Manche au Tréport sur la Côte d'Albâtre.

## Politique et administration

### Rattachements administratifs et électoraux
La commune se trouvait jusqu'en 2009 dans l'arrondissement d'Amiens du département de la Somme. De 2009 à 2016, elle est intégrée à l'arrondissement d'Abbeville, avant de réintégrer le 1er janvier 2017 l'arrondissement d'Amiens. Pour l'élection des députés, elle fait partie depuis 2012 de la troisième circonscription de la Somme.
Elle faisait partie depuis 1801 du canton d'Oisemont. Dans le cadre du redécoupage cantonal de 2014 en France, la commune est intégrée au canton de Poix-de-Picardie.

### Intercommunalité
La commune était membre de la petite communauté de communes de la Région d'Oisemont (CCRO), créée au 1er janvier 1995.
Dans le cadre des dispositions de la loi portant nouvelle organisation territoriale de la République du 7 août 2015, qui prévoit que les établissements publics de coopération intercommunale (EPCI) à fiscalité propre doivent avoir un minimum de 15 000 habitants, la préfète de la Somme propose en octobre 2015 un projet de nouveau schéma départemental de coopération intercommunale (SDCI) qui prévoit la réduction de 28 à 16 du nombre des intercommunalités à fiscalité propre du département.
Ce projet prévoit la « fusion des communautés de communes du Sud-Ouest Amiénois, du Contynois et de la région d'Oisemont », le nouvel ensemble de 37 412 habitants regroupant 120 communes,. À la suite de l'avis favorable de la commission départementale de coopération intercommunale en janvier 2016, la préfecture sollicite l'avis formel des conseils municipaux et communautaires concernés en vue de la mise en œuvre de la fusion.
La communauté de communes Somme Sud-Ouest (CC2SO), dont est désormais membre la commune, est ainsi créée au 1er janvier 2017.

### Liste des maires
| Période                                  | Période                      | Identité          | Étiquette | Qualité                         |
| ---------------------------------------- | ---------------------------- | ----------------- | --------- | ------------------------------- |
| Les données manquantes sont à compléter. |                              |                   |           |                                 |
| avant 1988                               | 2008                         | Jean Laroche      | DVD       |                                 |
| mars 2008                                | En cours (au 8 octobre 2020) | Jean-Claude Houas |           | Réélu pour le mandat 2020-2026, |

## Population et société

### Démographie
L'évolution du nombre d'habitants est connue à travers les recensements de la population effectués dans la commune depuis 1793. Pour les communes de moins de 10 000 habitants, une enquête de recensement portant sur toute la population est réalisée tous les cinq ans, les populations de référence des années intermédiaires étant quant à elles estimées par interpolation ou extrapolation. Pour la commune, le premier recensement exhaustif entrant dans le cadre du nouveau dispositif a été réalisé en 2008.

En 2022, la commune comptait 78 habitants, en évolution de −7,14 % par rapport à 2016 (Somme : −1,26 %, France hors Mayotte : +2,11 %).
| 1793 | 1800 | 1806 | 1821 | 1831 | 1836 | 1841 | 1846 | 1851 |
| ---- | ---- | ---- | ---- | ---- | ---- | ---- | ---- | ---- |
| 87   | 86   | 74   | 84   | 74   | 65   | 64   | 71   | 85   |

| 1856 | 1861 | 1866 | 1872 | 1876 | 1881 | 1886 | 1891 | 1896 |
| ---- | ---- | ---- | ---- | ---- | ---- | ---- | ---- | ---- |
| 106  | 101  | 84   | 77   | 80   | 77   | 71   | 78   | 62   |

| 1901 | 1906 | 1911 | 1921 | 1926 | 1931 | 1936 | 1946 | 1954 |
| ---- | ---- | ---- | ---- | ---- | ---- | ---- | ---- | ---- |
| 64   | 55   | 60   | 53   | 52   | 44   | 51   | 51   | 43   |

| 1962 | 1968 | 1975 | 1982 | 1990 | 1999 | 2006 | 2008 | 2013 |
| ---- | ---- | ---- | ---- | ---- | ---- | ---- | ---- | ---- |
| 40   | 46   | 52   | 34   | 51   | 57   | 75   | 80   | 89   |

| 2018 | 2022 | - | - | - | - | - | - | - |
| ---- | ---- | - | - | - | - | - | - | - |
| 77   | 78   | - | - | - | - | - | - | - |

### Enseignement
Pour l'année scolaire 2024-2025, un regroupement pédagogique intercommunal, basé à Senarpont, associe sept classes pour cinq communes : Senarpont, Le Mazis, Saint-Léger-sur-Bresle, Nesle-l'Hôpital, Inval-Boiron.
Au 1er janvier 2017, la communauté de communes CCSSO gère la compétence scolaire.

## Culture locale et patrimoine

### Lieux et monuments
- Église Saint-Léger.
- Un moulin à eau est encore en activité sur la Bresle. Il fournit l'énergie nécessaire pour qu'une pompe à chaleur prenne en charge le chauffage d'une habitation. Une passe à poissons a été aménagée[39]. Construit en 1782, appelé « la Mécanique », il a été successivement utilisé comme moulin à farine, pour la filature, le tissage, la perlerie mécanique et la scierie. Un projet de fourniture d'électricité est à l'étude[40].

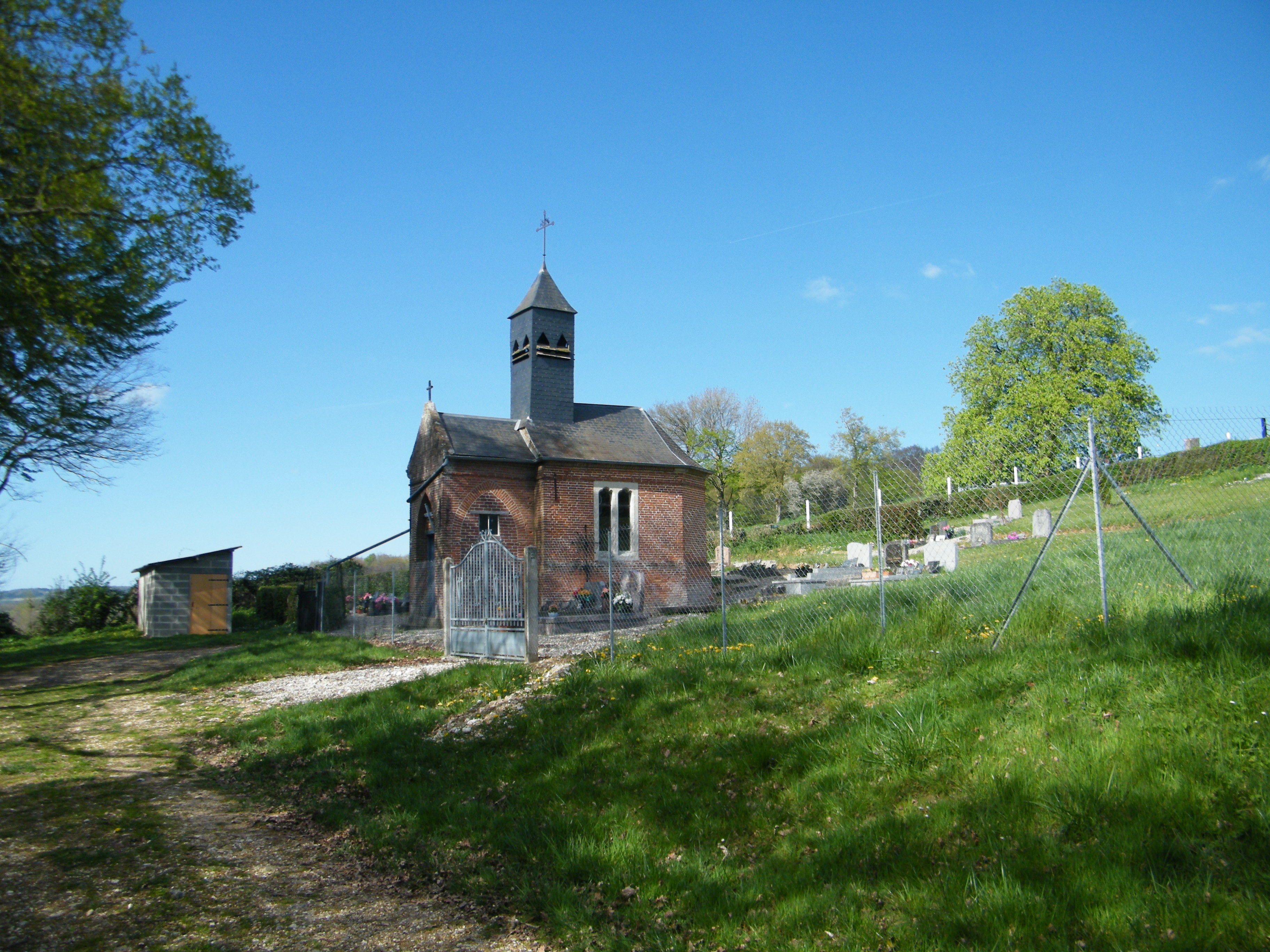
Chapelle dominant la vallée.
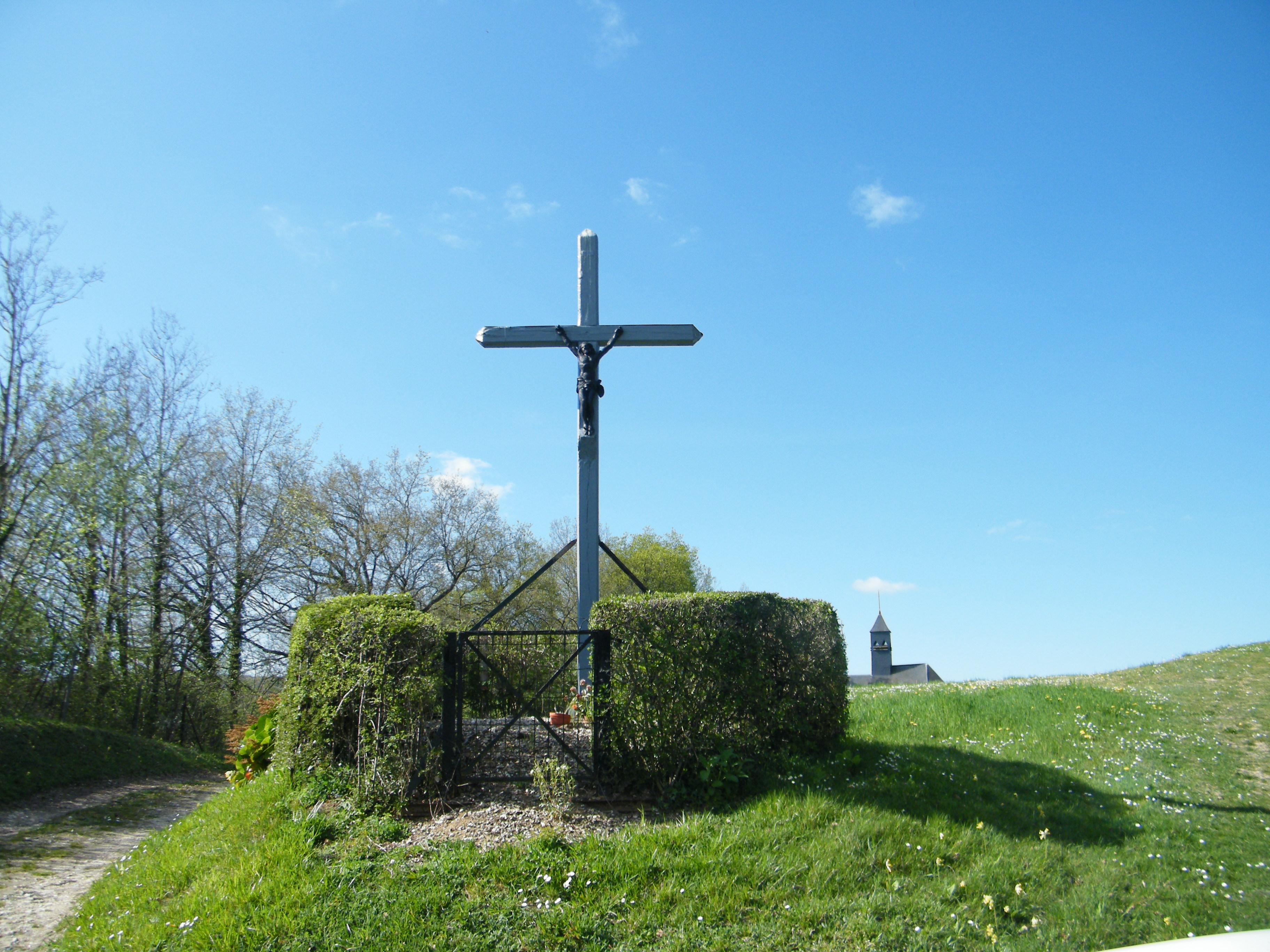
Calvaire annonçant le cimetière.
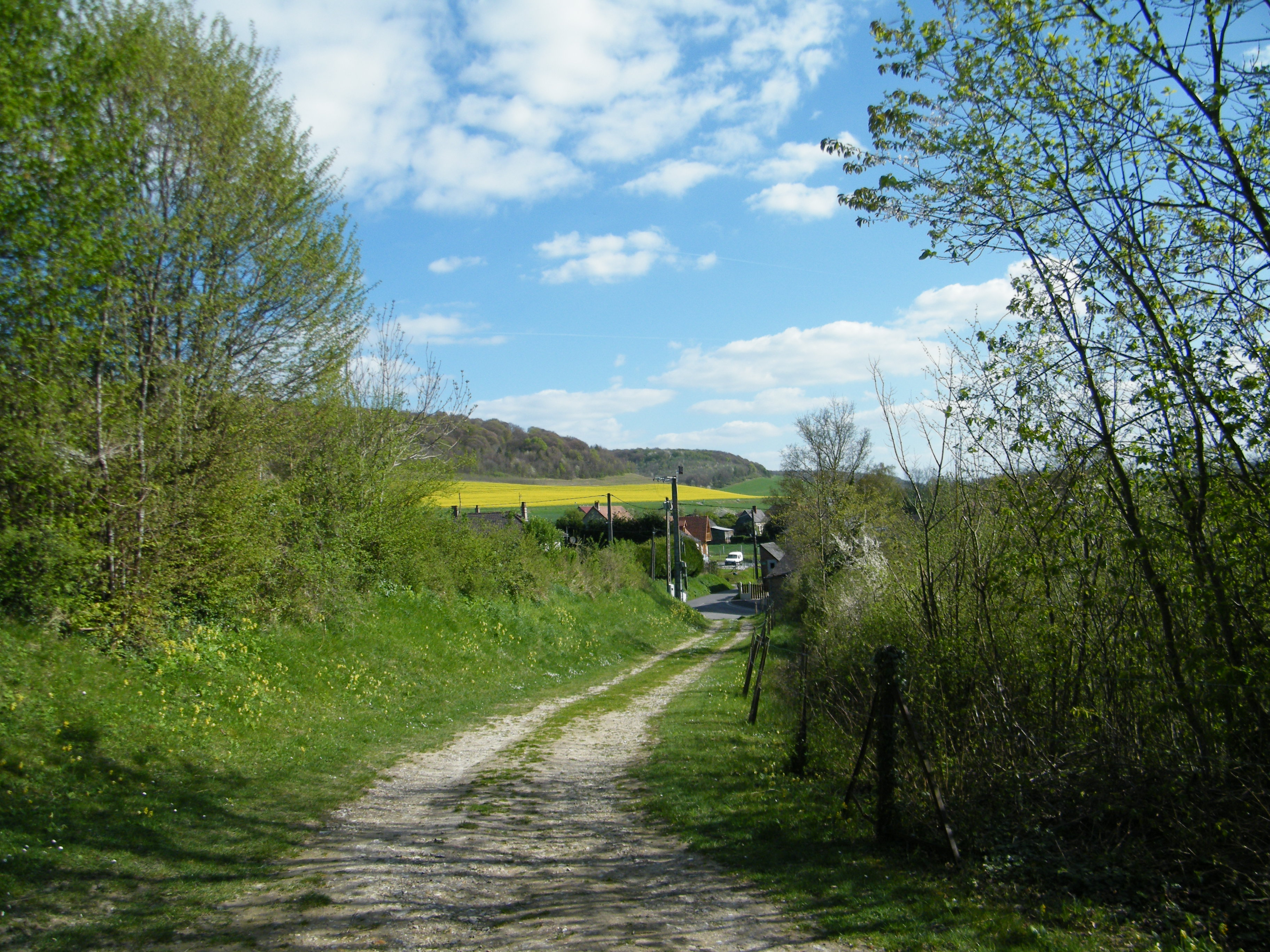
Panorama sur le larris.